# Ленні Брюс
Леонард Альфред Шнайдер (англ. Leonard Alfred Schneider; 13 жовтня 1925 року — 3 серпня 1966 року), відомий під псевдонімом Ленні Брюс, англ. Lenny Bruce), — американський стендап-комік, соціальний критик і сатирик, що здобув популярність в 1950—1960 роках. Сміливість суджень, спосіб життя, арешти і скандальні судові розгляди, обставини смерті (яка, за офіційною версією була викликана наркотичним передозуванням) забезпечили Ленні Брюса культову посмертну популярність, не в останню чергу — серед рок-музикантів, багато з яких називали його серед основних впливів.

## Біографія
Леонард Альфред Шнайдер народився в Минеолі, Лонг-Айленд, в єврейській родині. Його батько, Майрон Шнайдер (приїхав з Великої Британії), був службовцем взуттєвої фірми. Мати, Сейді Шнайдер (до шлюбу Кітченберг), щоб утримувати себе і сина після розлучення, стала працювати танцюристкою, взявши псевдонім Селлі Марр. Батька Ленні бачив рідко, життя Селлі мало хаотичний характер, так що Ленні провів дитячі роки, в основному в будинках численних родичів.

## Книги Ленні Брюса
- Stamp Help Out!  (1961 /1965)
- How to Talk Dirty and Influence People (Playboy Publishing, 1967)

## Книги про Ленні Брюса
- Julian Barry, Lenny (п'єса) (Grove Press, Inc. 1971)
- Kitty Bruce, The (almost) Unpublished Lenny Bruce (1984, Running Press)
- The Essential Lenny Bruce, ред. John Cohen (Ballantine Books, 1967)
- Ronald K. L. Collins & David Skover, The Trials of Lenny Bruce: The Fall & Rise of an American Icon (Sourcebooks, 2002)
- Don DeLillo, Underworld, (Simon and Schuster Inc., 1997)
- Bradley Denton, The Calvin Coolidge Home For Dead Comedians
- Albert Goldman, Lawrence Schiller, Ladies and Gentlemen—Lenny Bruce!! (Random House, 1974)
- Brian Josepher, What the Psychic Saw (Sterlinghouse Publisher, 2005)
- Frank Kofsky, Lenny Bruce: The Comedian as Social Critic & Secular Moralist (Монада Press, 1974)
- Valerie Kohler Smith, Lenny (Grove Press, Inc., 1974)
- William Karl Thomas, Lenny Bruce: The Making of a Prophet (1989)

## У популярній культурі
- Єдина поява Л. Брюса в кіно — роль викидайла в барі у фільмі категорії Z «Рекет в танцхоллі» (Dance Hall Racket) 1953 р., режисер Філ Такер, сценарій Л. Брюса. Його дружина, Х. Гарлоу, грала там же танцюристку.
- «Ленні» (Боб Фосс, 1974) — біографічна картина з Дастіном Гоффманом у головній ролі, створена знаменитим режисером як «пам'ятник таланту і його епосі»; також кадри з Брюсом з'являються у фільмі Фосса «Весь цей джаз»;
- Короткометражний мультфільм Thank You Mask Man (1971) — по скетчу Ленні Брюса, озвучення — аудіозапис одного з виступів;
- Збереглася зйомка одного з останніх виступів (знана як The Lenny Bruce Performance Film, 1965-66 рр., Сан-Франциско), що є вже більше політичною критикою, ніж просто комедійним шоу;
- Знято кілька документальних фільмів про Ленні Брюса (Lenny Bruce — Swear to Tell the Truth, 1998; Lenny Bruce Without Tears, 1972; Looking for Lenny, 2011), але українською мовою вони не виходили.
- У серіалі Дивовижна місіс Мейзел роль Ленні Брюса виконав Люк Кірбі.
- Згадується в пісні "It’s the End of the World as We Know It (And I Feel Fine)" гурту R.E.M.